# Limone sul Garda

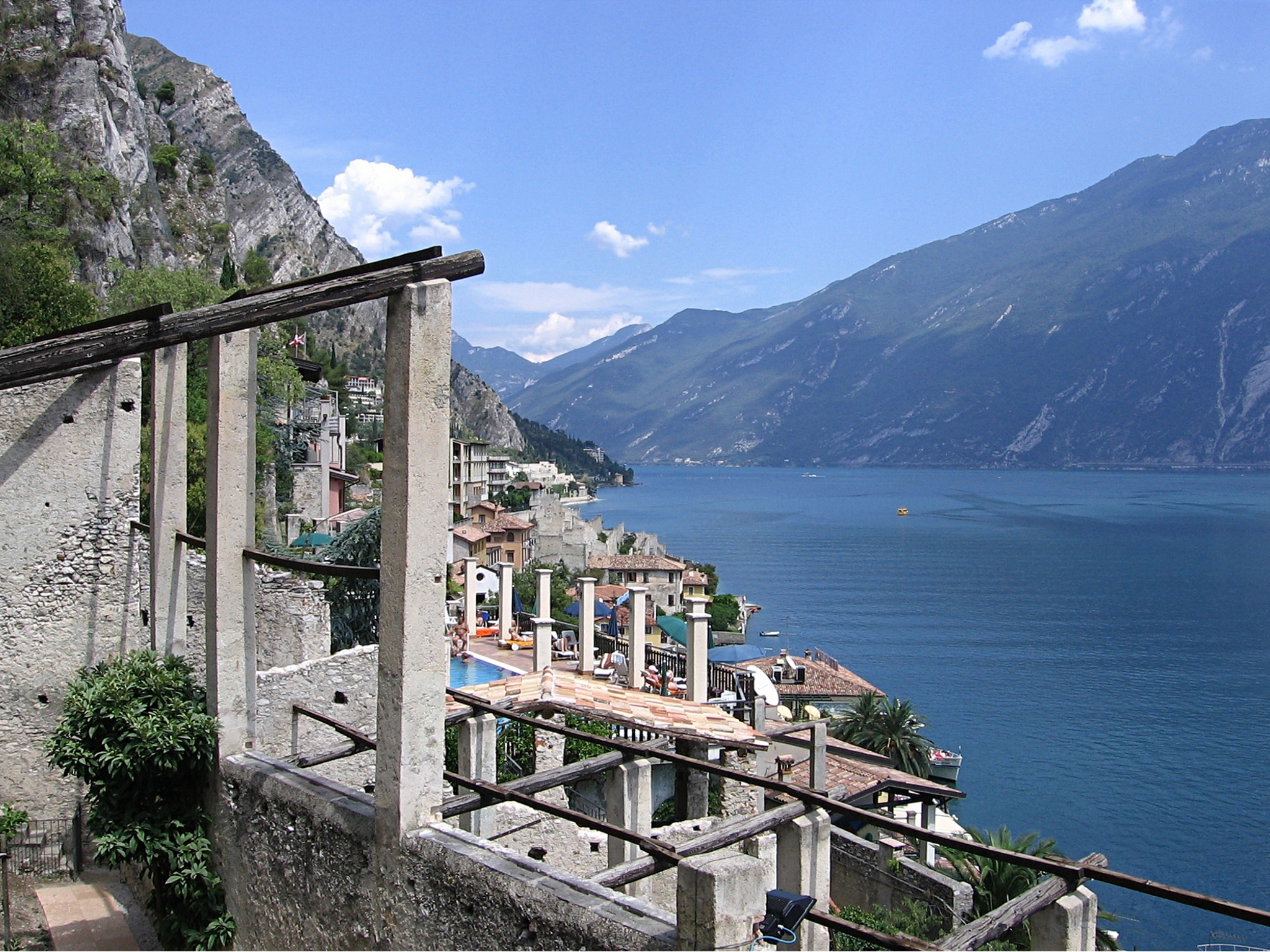
Limone sul Garda

Limone sul Garda – miejscowość i gmina we Włoszech, w regionie Lombardia, w prowincji Brescia.
Miejscowość położona jest nad jeziorem Garda. Z racji położenia jest miejscowością o licznych walorach turystycznych. Istotna jest tu także uprawa oliwek wykorzystywanych do produkcji oliwy w miejscowej tłoczni. Przed wieloma laty Limone słynęło z produkcji cytryn i limonek. Powyższe potwierdzają pozostałości limonaie - ogrodów, usytuowanych często na niewielkich tarasach podpartych kamiennymi murkami, usytuowanych amfiteatralnie na zboczu, w których rosły te owoce. Johann W. Goethe, który w 1786 r. w trakcie swej „Podróży włoskiej” oglądał Limone z pokładu łodzi, zanotował: Gaj taki składa się z rzędów białych czworobocznych słupów, stojących w regularnych odstępach i wspinających się stopniami w górę. Na tych słupach leżą mocne belki, by w zimie można było osłonić rosnące między nimi drzewa. Do dziś specjalnością miasteczka jest produkcja likierów i innych nalewek cytrynowych, które są głównymi wyrobami, kupowanymi przez turystów. Limone posiada liczne połączenia żeglugowe z sąsiednimi miastami: Riva del Garda, Malcesine, Toscalano.
Do lat 30 XX wieku miejscowość była w znacznym stopniu odizolowana i dostać się do niej można było tylko statkiem lub mulniczymi ścieżkami przez góry. Dopiero ukończona w 1932 Zachodnia Droga Garda (wł. Gardesana Occidentale) znacznie ułatwiła dostęp do miejscowości. Droga ta prowadzi wykutymi w skale półkami (z licznymi tunelami) poprowadzonymi wysoko po stoku, na tyłach zabudowy. Dzięki temu miasteczko chlubi się hotelami, które mają podjazdy i recepcje usytuowane na najwyższym piętrze.
Według danych na rok 2007 miejscowość zamieszkiwały 1162 osoby. Wśród 50 z nich stwierdzono występowanie mutacji powodującej powstanie odmiennej apolipoproteiny A-I, substancji biorącej udział w gospodarce lipidowej organizmu. Osoby te bardzo często przekraczają 100 lat życia.
W Limone sul Garda urodził się św. Daniel Comboni (1831-1881) założyciel zgromadzenia misjonarzy kombonianów.